# Autostrada A3 (Italien)
Die Autostrada A3 (italienisch für „Autobahn A3“) ist eine italienische Autobahn in Kampanien, die von Neapel nach Salerno führt. Sie ist Bestandteil der Europastraße 45, ca. 55 km lang und mautpflichtig. Ursprünglich trug die gesamte Autobahn Neapel – Reggio Calabria die Bezeichnung A3, der Abschnitt von Salerno bis Reggio Calabria wurde jedoch am 22. Dezember 2016 in A2 umbenannt. Verwaltet wird sie von der italienischen Autobahngesellschaft Autostrade Meridionali S.p.A.

## Abschnitte, Anbindung
Die A3 kann folgendermaßen aufgeteilt werden:
1. Neapel – Pompei (am 22. Juni 1929 freigegeben)
2. Pompeji – Salerno (am 16. Juli 1961 freigegeben)

Die Autobahn A3 hat Anschluss zur A1 (Autostrada del Sole, Mailand – Neapel). Sie endet nördlich von Salerno am Autobahndreieck mit der A2.